# 희성초등학교
희성초등학교는 대한민국 경기도 안양시 동안구에 있는 공립 초등학교이다.

## 학교 연혁
- 1991.03.13 희성국민학교 설립인가
- 1993.04.04 희성국민학교 개교(18학급 편성)
- 1996.03.01 희성초등학교로 개명
- 1998.04.20 학교 급식 실시
- 1999.03.01 희성초등학교 병설유치원 개원(1학급)
- 2002.03.01 경기도 교육청 지정 발명 교육시범학교 운영
- 2013.02.15 제20회 졸업식 120명 졸업(누계 3,475명)
- 2013.09.01 제7대 최명숙 교장선생님 취임
- 2014.02.14 제21회 졸업식 104명 졸업(누계 3,579명)
- 2014.03.01 초등학교 22급 편성, 병설유치원 1학급 편성
- 2015.03.01 초등학교 21학급 편성, 병설유치원 1학급 편성